# 말리의 코로나19 범유행
다음은 말리의 코로나19 범유행 현황에 대한 설명이다.
말리는 3월 25일 첫 두 건의 코로나19 사례를 확인했다.

## 배경
세계보건기구(WHO)는 12일 2019년 12월 31일 처음 WHO의 주목을 받았던 중화인민공화국 후베이성 우한시의 한 집단에서 신종 코로나바이러스가 호흡기 질환의 원인임을 확인했다. 이 군단은 처음에 우한화난수산물도매시장과 연결되어 있었다. 그러나 실험실 확정 결과가 나온 그 첫 사례들 중 일부는 시장과 연관성이 없었고, 전염병의 근원은 알려져 있지 않다.
2003년 사스와 달리 코로나19의 경우 치명률은 훨씬 낮았지만, 총 사망자 수가 상당할 정도로 감염 경로는 훨씬 더 컸다. COVID-19는 전형적으로 약 7일 정도의 독감과 유사한 증상을 보이며, 그 후 일부 사람들은 병원에 입원해야 하는 바이러스성 폐렴의 증상으로 발전한다. 3월 19일부터 코로나19는 더 이상 "높은 결과 감염병"으로 분류되지 않았다.

## 예방
3월 18일, 이브라임 부바카르 케이타 대통령은 피해국들의 비행을 중단시키고, 학교를 폐쇄하고, 대규모 공개 집회를 금지했다. 그러나 국내의 열악한 안보 상황으로 인해 이미 여러 차례 연기된 3월 4월의 계획된 선거는 여전히 계획대로 진행될 것이다.

## 같이 보기
- 아프리카의 코로나19 범유행
- 나라별 코로나19 범유행